# Partido de la Libertad del Kurdistán
El Partido de la Libertad de Kurdistán (kurdo : پارتی ئازادیی کوردستان , romanizado : Parti Azadi Kurdistán , abreviado como PAK) es un grupo militante nacionalista kurdo que actualmente tiene su sede en la región de Kurdistán, aunque sus orígenes se remontan al este de Kurdistán.
El grupo ha declarado la creación de un país kurdo independiente como su objetivo principal.

## Historia
El grupo fue fundado por Said Yazdanpanah, un exmiembro de las Guerrillas Populares Fedai, en mayo de 1991, como la Unión de Revolucionarios de Kurdistán. Said Yazdanpanah fue asesinado en septiembre de 1991, y su hermano Hussein Yazdanpanah se hizo cargo de la organización después.
En un congreso celebrado entre el 10 y el 12 de octubre de 2006 en Erbil, el grupo adoptó su nombre actual y nombró líder a Ali Qazi, hijo de Qazi Mohammad. Yazdanpanah se convirtió en vicepresidente. Unos meses más tarde, el grupo experimentó una escisión cuando algunos miembros encabezados por Simko Yazdanpanah, hermano de los líderes del grupo, abandonaron el partido el 7 de julio de 2007. El 12 de agosto declararon que habían reorganizado la Unión de Revolucionarios de Kurdistán original, y su líder es Amine Khanim, madre de los hermanos Yazdanpanah.
A partir de 2017, la organización mantiene estrechos vínculos con el Partido Democrático del Kurdistán iraní (PKDI) y mantiene relaciones amistosas tanto con el Partido Democrático de Kurdistán (PDK) como con la Unión Patriótica del Kurdistán (UPK).